# Scoloplos uschakovi
Scoloplos uschakovi är en ringmaskart som beskrevs av Wu 1962. Scoloplos uschakovi ingår i släktet Scoloplos och familjen Orbiniidae. Inga underarter finns listade i Catalogue of Life.